# Landrieu
De familienaam Landrieu komt voort uit het Frans en komt van de voornaam André. De naam komt vooral voor in het noorden van Frankrijk. Het is een weinig voorkomende naam: er zijn er 466 in Frankrijk en 226 in België (vooral in Henegouwen en Zuid-Oost-Vlaanderen).
De familienaam Landrieu is een prominente naam in de politiek van de staat Louisiana (Verenigde Staten).

## Andere schrijfwijzen
Andere schrijfwijzen zijn :
Andrey, Andrez, Andreix, Andrieu, Andrieux, Drieu, Andral, Andraud, Andrat, Andrin, Andres, Andreucci, Andreani, Landré, Landrieu, Landrieux, Landriau, Landrieau, Landraux, L'André, Landrieu, Landry, Landru, Landron.

## Enkele bekende Landrieu's
- Moon Landrieu (geboren 1930, vroeger burgemeester van New Orleans)
- Mary Landrieu (geboren 1955, dochter van Moon, senator van Louisiana)
- Mitch Landrieu (geboren 1960, zoon van Moon, gouverneur van Louisiana)
- Henri Jan Landrieu (1845-1910) Burgemeester van Heurne 1885-1910
- Henri Landrieu (1872-1922) Burgemeester van Heurne 1912-1922
- Albert Landrieu; ereburger van Oudenaarde